# Wolfgang Böhme
Wolfgang Böhme (Kiel, 1944. november 21. – ) német herpetológus. 1965-től tanult zoológiát, botanikát és palaeontológiát a kieli Christian-Albrechts-Universität zu Kiel egyetemen. 1971-ben doktorált, doktori munkájának témája a nyakörvösgyíkfélék (Lacertidae) hemipéniszének morfológiája és rendszerezésükben játszott szerepe volt. Zoológiai szakmunkákban nevének rövidítése: „Böhme”.
Nem sokkal ezután a bonni Koenig Múzeum (ZFMK) herpetológiai részlegének bevezetője lett, majd 1989-től a múzeum gerincesekkel foglalkozó osztályát vezette. 1992-től igazgatóhelyettes volt. 2010-ben vonult nyugdíjba.

## A tiszteletére elnevezett taxonok
- Alsophylax boehmei Shcherbak 1991
- Boehmantis Glaw & Vences, 2006
- Boophis boehmei Glaw & Vences, 1992
- Kinyongia boehmei Lutzmann & Necas 2002
- Leiolepis boehmei Darevsky & Kupriyanova 1993
- Lygosoma boehmei Ziegler, Schmitz, Heidrich, Vu & Nguyen 2007
- Pseudoboodon boehmei Rasmussen & Largen 1992
- Tarentola boehmei Joger 1984
- Varanus boehmei Jacobs 2003

## Az általa leírt taxonok
- Agama finchi Böhme, Wagner, Malonza, Lötters & Köhler 2005
- Aglyptodactylus laticeps Glaw, Vences & Böhme, 1998
- Aglyptodactylus securifer Glaw, Vences & Böhme, 1998
- Arthroleptis nlonakoensis (Plath, Herrmann & Böhme, 2006)
- Atelopus reticulatus Lötters, Haas, Schick & Böhme, 2002
- Bitis parviocula Böhme 1976
- Blaesodactylus antongilensis Böhme & Meier 1980
- Calamaria banggaiensis Koch, Arida, Mcguire, Iskandar & Böhme 2009
- Calumma glawi Böhme 1997
- Cardioglossa alsco Herrmann, Herrmann, Schmitz & Böhme, 2004
- Chamaeleo calcaricarens Böhme 1985
- Chamaeleo necasi Ullenbruch, Krause & Böhme 2007
- Cophoscincopus greeri Böhme, Schmitz & Ziegler 2000
- Cyrtodactylus cattienensis Geissler, Nazarov, Orlov, Böhme, Phung, Nguyen & Ziegler 2009
- Cyrtodactylus cryptus Heidrich, Rösler, Thanh, Böhme & Ziegler 2007
- Dendrobates nubeculosus Jungfer & Böhme, 2004
- Echinosaura brachycephala Köhler, Böhme & Schmitz 2004
- Eremias afghanistanica Böhme & Scerbak 1991
- Eurydactylodes agricolae Henkel & Böhme 2001
- Gekko scienciadventura Rösler, Ziegler, Vu, Herrmann & Böhme 2004
- Geoscincus haraldmeieri Böhme 1976
- Hemidactylus pseudomuriceus Henle & Böhme 2003
- Hydrophis sibauensis Rasmussen, Auliya & Böhme 2001
- Isopachys borealis Lang & Böhme 1990
- Kinyongia oxyrhina Klaver & Böhme 1988
- Lacertaspis chriswildi Böhme & Schmitz 1996
- Laliostoma Glaw, Vences & Böhme, 1998
- Lepidothyris hinkeli Wagner, Böhme, Pauwels & Schmitz 2009
- Leptoseps osellai Böhme 1981
- Leptosiaphos ianthinoxantha Böhme 1975
- Lioscincus greeri Böhme 1979
- Mabuya macrophthalma Mausfeld & Böhme 2002
- Mantella bernhardi Vences, Glaw, Peyrieras, Böhme & Busse, 1994
- Mantella crocea Pintak & Böhme, 1990
- Mantella expectata Busse & Böhme, 1992
- Mantella manery Vences, Glaw & Böhme, 1999
- Mantella viridis Pintak & Böhme, 1988
- Philautus quyeti Nguyen, Hendrix, Böhme, Vu & Ziegler, 2008
- Phyllodactylus delsolari Venegas, Townsend, Koch & Böhme 2008
- Phyllodactylus thompsoni Venegas, Townsend, Koch & Böhme 2008
- Phyllopezus maranjonensis Koch, Venegas & Böhme 2006
- Pristurus schneideri Rösler, Köhler & Böhme 2008
- Pseudepidalea turanensis (Hemmer, Schmidtler & Böhme, 1978)
- Pseudocalotes dringi Hallermann & Böhme 2000
- Scaphiophryne gottlebei Busse & Böhme, 1992
- Trapelus schmitzi Wagner & Böhme 2006
- Tylototriton vietnamensis Böhme, Schöttler, Nguyen & Köhler, 2005
- Uromastyx alfredschmidti Wilms & Böhme 2001
- Uroplatus giganteus Glaw, Kosuch, Henkel, Sound & Böhme 2006
- Uroplatus henkeli Böhme & Ibisch 1990
- Varanus caerulivirens Ziegler, Böhme & Philipp 1999
- Varanus cerambonensis Philipp, Böhme & Ziegler 1999
- Varanus finschi Böhme, Horn & Ziegler 1994
- Varanus juxtindicus Böhme, Philipp & Ziegler 2002
- Varanus lirungensis Koch, Arida, Schmitz, Böhme & Ziegler 2009
- Kék varánusz (Varanus macraei) Böhme & Jacobs 2001
- Varanus melinus Böhme & Ziegler 1997
- Varanus rainerguentheri Ziegler, Böhme & Schmitz 2007
- Jemeni varánusz (Varanus yemenensis Böhme, Joger & Schätti 1989
- Varanus zugorum Böhme & Ziegler 2005
- Vipera barani Böhme & Joger 1983
- Werneria iboundji Rödel, Schmitz, Pauwels & Böhme, 2004
- Werneria submontana Rödel, Schmitz, Pauwels & Böhme, 2004
- Zonosaurus brygooi Lang & Böhme 1990
- Zonosaurus haraldmeieri Brygoo & Böhme 1985

´